# Atemiscloud
AtemisCloud là một công ty phần mềm có trụ sở tại Wilmington, Hoa Kỳ. Công ty phân phối phần mềm quản lý dựa trên Internet và lưu trữ các ứng dụng doanh nghiệp.
Với phần mềm được phát triển từ Công nghệ Điện toán đám mây và ứng dụng trí tuệ nhân tạo, AtemisCloud hiện đã có một nghìn hai trăm khách hàng bao gồm KPMG, Renault, Fidal, Carrefour, Generali, Bosch, Roche,... Phần mềm đã được sử dụng tại hơn 60 quốc gia và được dịch ra 12 thứ tiếng.

## Lịch sử

### Người sáng lập
AtemisCloud được Benoit Barrier thành lập vào năm 1998, được biết đến là một công ty chuyên về chuỗi phần mềm và SaaS (phần mềm dịch vụ). Sau đó, ông tập trung phát triển giải pháp ASP, chuyên nghiệp tương tự như Salesforce.com, Oracle và Siebel.

### Địa điểm
Ngoài trụ sở chính tại Wilmington trên bờ biển phía Đông của Hoa Kỳ, AtemisCloud hoạt động ở nhiều quốc gia: Luxembourg (1998), Ba Lan (2000), Pháp (2003), Anh, Singapore, Bờ Biển Ngà (2005), Ukraine (2007), Việt Nam (2011), Mexico (2015), Trung Đông (2016) và Thái Lan (2017).
Dữ liệu được tổng hợp tại một số trung tâm lưu trữ ở châu Âu, Hoa Kỳ và Singapore.

## Sản phẩm
AtemisCloud cho phép bất kỳ loại hình công ty hay tổ chức nào sử dụng giải pháp quản lý phù hợp với nhu cầu của mình. Giải pháp được chia thành sáu nhánh chính: CRM, marketing, quản trị, dự án, tài chính và nhân sự.